# Венера Мальтинська

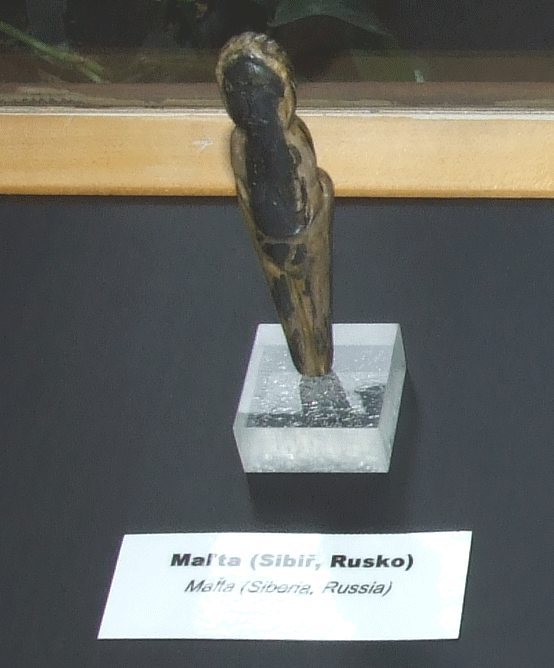
Венера Мальтинська

Вене́ра Мальтинська — фігура жінки, вирізьблена з кістки мамонта, що була знайдена в печері біля с. Мальта́ біля озера Байкал в Іркутській області.
Фігура датується 23 000 роками до н. е. Вона є типовою для всіх так званих палеолітичних Венер: підкреслені деякі жіночі статеві ознаки (груди та сідниці). Зберігається в Ермітажі в Санкт-Петербурзі.